# Crisia pseudosolena
Crisia pseudosolena is een mosdiertjessoort uit de familie van de Crisiidae. De wetenschappelijke naam van de soort is, als Crisevia pseudosolena, voor het eerst geldig gepubliceerd in 1937 door E. Marcus.